# Men of Honor (album)
| Recensione      | Giudizio |
| --------------- | -------- |
| Sputnikmusic    |          |
| About.com       |          |
| Loudwire        |          |
| Metalitalia.com |          |

Men of Honor è il secondo album del supergruppo heavy metal statunitense Adrenaline Mob, pubblicato il 18 febbraio 2014 con la Century Media Records. È il primo album del gruppo pubblicato con il batterista A. J. Pero, dopo l'uscita dal gruppo di Mike Portnoy.

## Titolo
Secondo Mike Orlando, Il titolo dell'album gli è stato suggerito da suo padre.
(Mike Orlando)

## Tracce
1. Mob Is Back – 4:35
2. Come on Get Up – 4:13
3. Dearly Departed – 4:57
4. Behind These Eyes – 5:08
5. Let It Go – 3:54
6. Feel the Adrenaline – 5:57
7. Men of Honor – 4:27
8. Crystal Clear – 5:03
9. House of Lies – 3:56
10. Judgment Day – 4:06
11. Fallin' to Pieces – 4:58

Traccia bonus dell'edizione iTunes
1. Crystal Clear (Acoustic Version) – 5:03

## Formazione
- Russell Allen - voce
- Mike Orlando - chitarra
- John Moyer - basso
- A. J. Pero - batteria